# Kızılcakışla, Şarkışla
Kızılcakışla là một thị trấn thuộc huyện Şarkışla, tỉnh Sivas, Thổ Nhĩ Kỳ. Dân số thời điểm năm 2011 là 1.802 người.